# Riviera di Ponente
Riviera di Ponente je západní část Italské Riviéry v Ligurii, v Itálii. Tvoří ji obloukovitý pás pobřeží podél Ligurského moře mezi Janovem a městem Ventimiglia u hranic s Francií. Délka Riviery di Ponente je okolo 170 km. Oblast západně od Alassia k Francii bývá podle zdejšího pěstování květin také označována jako Riviera dei Fiori. Část Italské riviéry směrem na východ od Janova se nazývá Riviera di Levante.

## Geografie

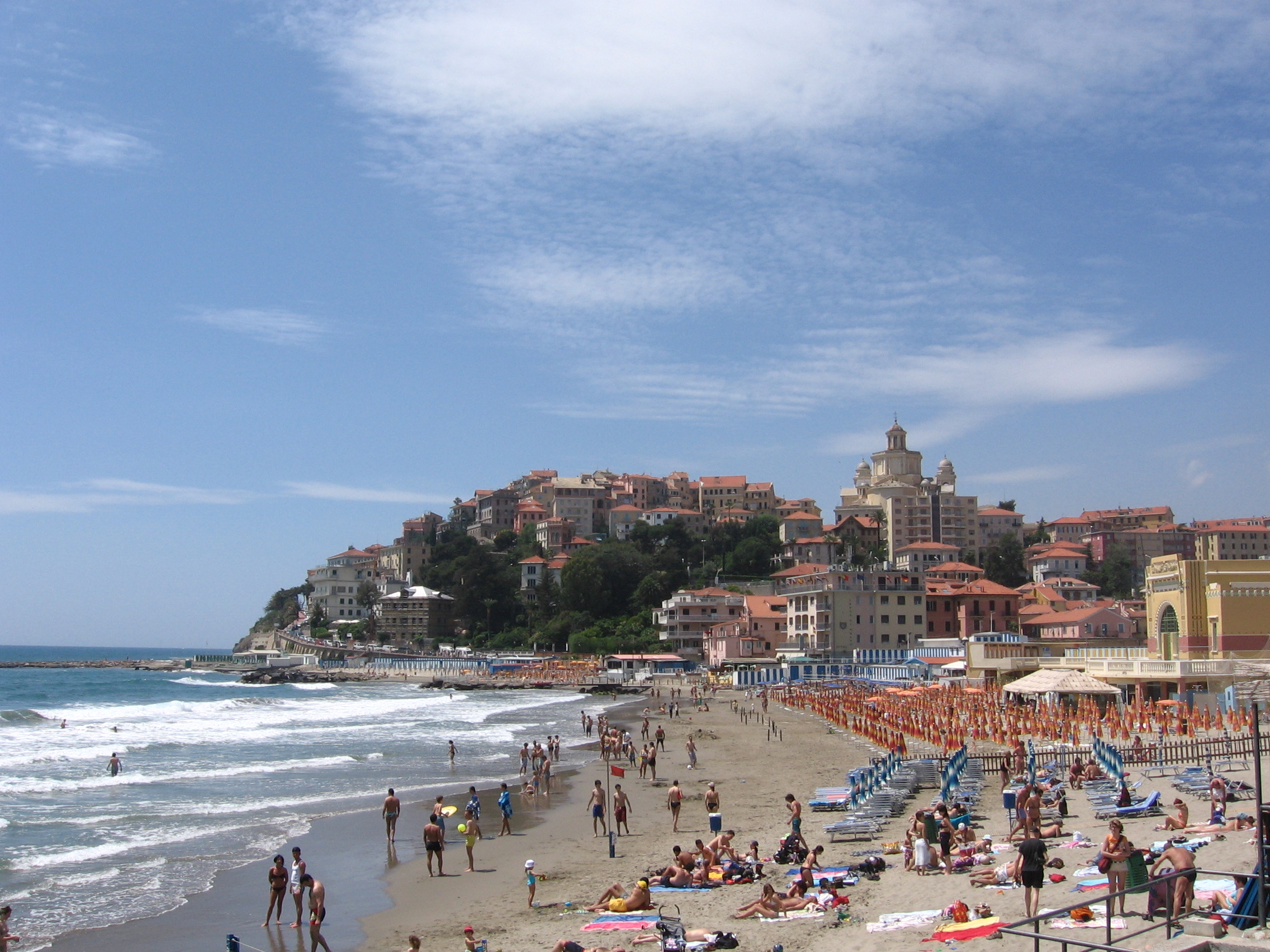
Imperia

Přesné geografické vymezení Riviery di Ponente z východu na západ je dáno nejsevernějším bodem Ligurského moře, který se nachází pří ústí řeky Cerusy do Janovského zálivu, na západě Janova ve čtvrti Voltri. Západní hranici riviéry pak tvoří Cap Martin ležící 5 km západně od Mentonu na území Francie. Na severozápadě Riviéry se rozkládají Ligurské Alpy. Od Savony směrem na východ (na severovýchodě) leží Ligurské Apeniny. V úzkých pobřežních rovinách rostou původní olivovníky a jeden ze symbolů Riviéry datlové palmy, které zde byly vysazeny v druhé polovině 19. století ze severní Afriky.

## Města a obce

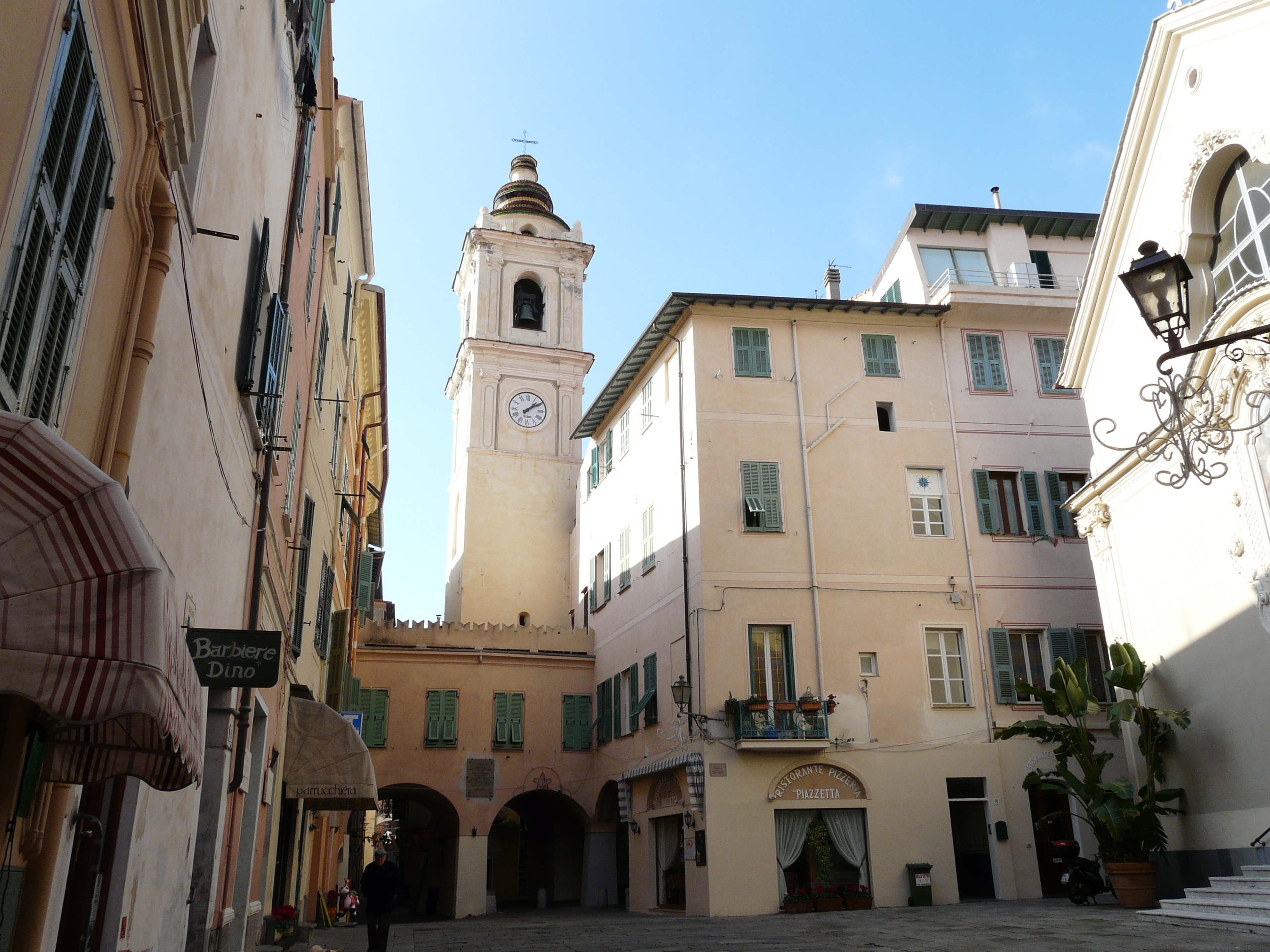
Bordighera

K největším městům v oblasti Riviery di Ponente náleží Savona, Imperia a Sanremo.
- Alassio
- Albenga
- Bordighera
- Finale Ligure
- Imperia
- Noli
- Pietra Ligure
- Sanremo
- Savona
- Ventimiglia